# 坂本健
坂本 健（さかもと たけし、1959年（昭和34年）12月24日 - ）は、日本の政治家。東京都板橋区長（5期）。

## 来歴
東京都板橋区成増出身。
1978年日本大学豊山高等学校、1982年日本大学生産工学部建築工学科卒業。1985年同大学院生産工学研究科博士前期課程建築工学専攻修了、2005年同大学院理工学研究科建築学専攻博士後期課程単位取得満期退学。
日本設計事務所（現：日本設計）勤務を経て、2005年、東京都議会議員選挙にて自由民主党公認候補として初当選。都議会自民党副幹事長、都議会運営委員会委員、文教委員会委員等を歴任。
2007年4月、板橋区長選挙に立候補し初当選。現在5期目。

## 年譜
- 1982年 日本大学生産工学部建築工学科卒業[4]。
- 1985年 日本大学大学院生産工学研究科博士前期課程建築工学専攻修了。
- 1986年 日本設計事務所株式会社（現株式会社日本設計）建築設計部。
- 1999年 特別養護老人ホームケアタウン成増設立代表者。
- 2001年 社会福祉法人みその福祉会理事長。
- 2003年 みその幼稚園設置者。
- 2005年 日本大学大学院理工学研究科博士後期課程建築学専攻単位取得退学。
- 2005年 東京都議会議員初当選 (1期目)。
- 2007年 板橋区長初当選 (1期目)。
- 2011年 板橋区長当選 (2期目)。
- 2015年 板橋区長当選 (3期目)。
- 2015年 特別区長会副会長。
- 2019年 板橋区長当選 (4期目)。
- 2023年 板橋区長当選 (5期目[3])。

## 区政
板橋ブランド戦略
- 絵本文化の展開・発信を広く進めるブランド「絵本のまち板橋」を掲げ、板橋区の友好都市であるイタリア・ボローニャ市との交流による国際性や芸術性、全国でも有数の印刷産業ものづくりといった区の特徴を活かし、絵本文化の発信に力を入れている[5]。
- 2022年10月7日、坂本区長がプロデューサーを務めている[6]板橋区立中央図書館が、「2022年度グッドデザイン賞」を受賞[7]。受賞について、「光に満ちた空間となりにくい図書館において、緑と日差しに満ちた公園と、知的好奇心を満たしてくれる夢のような一体化が実現されているとの評価を受けた。」と述べている[8]。
- 2021年3月、板橋区立美術館が公益社団法人ロングライフビル推進協会が主催する、BELCA賞（ベストリフォーム部門）を受賞したことを受けて、「区民の誇れる財産としての美術館が、今回の大規模改修事業を進めていく手法やそれらを最大限反映できた建物を高く評価され、このような大変栄誉ある賞の受賞につながり光栄に思っている。今後は、板橋区以外でも多くの美術館が老朽化の問題を抱えており、その解決にあたっての先駆的な良い事例として参考にしていただけるのではないかと期待しているところでもある。」と語った[9]。

子育て・教育
- 2009年6月より23区で初となる看護師によるお迎えサービス付き病児保育をスタートさせる[10]。
- 放課後子ども教室事業と放課後児童健全育成事業を一体型として運営する放課後対策事業「あいキッズ」を区内全51区立小学校で実施[11]。
- 2022年4月、児童相談所と子ども家庭支援センターの機能を併せ持つ「板橋区子ども家庭総合支援センター」を開設[12]。同年7月からは「児童相談所業務」を開始[13]。
- 主体的・協働的な学びの展開につながるという信念のもと「新しい学校づくり」に掲げ、2009年から板橋第一小学校、赤塚第二中学校、中台中学校の「三校同時改築プロジェクト」開始[14]。「教科センター方式」の導入やICT活用の教育活動をはじめ様々な工夫がなされている[15]。

医療・健康
- 板橋区のスポーツ振興及び都市ブランドの向上を図るため、2013年に23区初となる「スポーツ大使」制度を発足[16]。ボクシングの村田諒太や競泳の萩野公介らも大使を務めた[17]。

## 人物
- 趣味は街並巡りと絵画[18]、書道[19]。
- 少年時代からボーイスカウトをやっていた[19]。現在、ボーイスカウト板橋第5団育成会会長を務めている[20]。
- 2022年2月4日、モスバーガーの1号店（東京都板橋区成増）が1972年に開業してから50周年となることを受けて、同社の中村栄輔社長が坂本区長を表敬訪問[21]。その際に、坂本区長は「子供の頃から手作り感ある美味しさを感じていた。これが人気の秘密」と述べた[22]。

## 選挙結果

### 2023年
※当日有権者数：461,087人 最終投票率：44.18%（前回比：0.23pts）
| 候補者名 | 年齢 | 所属党派 | 新旧別 | 得票数    | 得票率 | 推薦・支持                             |
| -------- | ---- | -------- | ------ | --------- | ------ | -------------------------------------- |
| 坂本健   | 63   | 無所属   | 現     | 114,173票 | 57.8%  | （推薦）自由民主党、公明党、国民民主党 |
| 南雲由子 | 40   | 無所属   | 新     | 61,738票  | 31.2%  |                                        |
| 佐久博美 | 61   | 無所属   | 新     | 21,745票  | 11.0%  | （推薦）共産党                         |

### 2019年
※当日有権者数：458,712人 最終投票率：43.95%（前回比：-0.01pts）
| 候補者名 | 年齢 | 所属党派 | 新旧別 | 得票数    | 得票率 | 推薦・支持                                     |
| -------- | ---- | -------- | ------ | --------- | ------ | ---------------------------------------------- |
| 坂本健   | 59   | 無所属   | 現     | 134,311票 | 68.8%  | （推薦）自由民主党、国民民主党、公明党         |
| 松島道昌 | 64   | 無所属   | 新     | 60,975票  | 31.2%  | （推薦）立憲民主党、日本共産党、自由党、社民党 |

### 2015年
※当日有権者数：437,977人 最終投票率：43.96%（前回比：-0.04pts）
| 候補者名   | 年齢 | 所属党派 | 新旧別 | 得票数    | 得票率 | 推薦・支持                 |
| ---------- | ---- | -------- | ------ | --------- | ------ | -------------------------- |
| 坂本健     | 55   | 無所属   | 現     | 139,944票 | 75.7%  | （推薦）自由民主党、公明党 |
| 佐々木健市 | 55   | 無所属   | 新     | 44,918票  | 24.3%  | （推薦）日本共産党         |

### 2011年
※当日有権者数：429,978人 最終投票率：44%（前回比：-0.76pts）
| 候補者名   | 年齢 | 所属党派 | 新旧別 | 得票数    | 得票率 | 推薦・支持 |
| ---------- | ---- | -------- | ------ | --------- | ------ | ---------- |
| 坂本健     | 51   | 無所属   | 現     | 136,795票 | 75.3%  |            |
| 佐々木健市 | 51   | 無所属   | 新     | 44,781票  | 24.7%  |            |

### 2007年
※当日有権者数：423,075人 最終投票率：44.76%（前回比：2.13pts）
| 候補者名 | 年齢 | 所属党派 | 新旧別 | 得票数    | 得票率 | 推薦・支持 |
| -------- | ---- | -------- | ------ | --------- | ------ | ---------- |
| 坂本健   | 47   | 無所属   | 新     | 101,032票 | %      |            |
| 倉持和朗 | 66   | 無所属   | 新     | 55,454票  | %      |            |
| 臼田征雄 | 64   | 無所属   | 新     | 21,103票  | %      |            |